# 西原站 (三重縣)
西原站（日语：／ Nishihara eki */?）是位於三重縣名張市西原町，近畿日本鐵道（近鐵）伊賀線的鐵路車站（廢站）。

## 歷史
- 1922年（大正11年）7月18日：伊賀電氣鉄鐵上野町（後來名為上野市站）至名張（後來名為西名張站）之間開業，此站啟用。
- 1929年（昭和4年）
  - 3月31日：大阪電氣軌道與伊賀電氣鐵道合併，成為大阪電氣軌道伊賀線車站[1]。
  - 4月1日：伊賀線設施租給參宮急行電鐵，使此站由參宮急行電鐵營運[1]。
- 1931年（昭和6年）9月30日：路線轉讓，成為參宮急行電鐵車站[2]。
- 1941年（昭和16年）3月15日：參宮急行電鐵與大阪電氣軌道合併，成為關西急行鐵道車站[2]。
- 1944年（昭和19年）6月1日：經過公司合併，成為近畿日本鐵道的車站[2]。
- 1945年（昭和20年）6月1日：伊賀線伊賀神戶至西名張之間暫停營業，此站也暫停營業[3]。
- 1946年（昭和21年）3月15日：伊賀線伊賀神戶至西名張之間重開[3]（截至當時，此站還未重開）。
- 1948年（昭和23年）4月1日：此站和美旗新田站重開[3]。
- 1964年（昭和39年）10月1日：伊賀線伊賀神戶至西名張之間廢除，此站也被廢除[3]。

## 車站構造
此站是一座地面車站，設有1面1線的單式月台。此站是無人車站。在車站末期，伊賀神戶至西名張之間每日只有5個往返班次的客運列車，因此月台變得十分寂靜。

## 廢站後
現時車站遺址與周邊已經看不到任何車站痕跡，現時都是田園地帶。車站遺址是在名張市立北中學北邊。另外，路軌遺址變為了舊國道368號等道路。在此站至美旗新田站之間的小波田川中，還可看見鐵路橋的痕跡。

## 相鄰車站
近畿日本鐵道
■伊賀線 
美旗新田－西原－藏持

## 注腳
1. 1 2  近畿日本鉄道株式会社. . 近畿日本鉄道. 2010-12: 91–92. NDL 21906373 （日语）.
2. 1 2 3  曾根悟（監修）. . 週刊朝日百科. 2号 近畿日本鉄道 1. 朝日新聞出版. 2010-08-22: 18–23. ISBN 978-4-02-340132-7 （日语）.
3. 1 2 3 4  今尾惠介（監修）.  8 関西1. 新潮社. 2008: 26. ISBN 978-4-10-790026-5 （日语）.
4. ↑  白井健「近鉄伊賀線 伊賀神戸 - 西名張間ついに廃止さる」《鐵道迷》1964年12月號（No.42）P.58

## 相關項目
- 日本鐵路車站列表 Ni

## 外部連結
- 【Tekuteku步記】舊近鐵伊賀線 西名張－伊賀神戸（伊賀鎮情報YOU（日语：伊賀タウン情報YOU））②八丁～藏持～西原 （页面存档备份，存于）、③西原～美旗新田～伊賀神戸 （页面存档备份，存于）（日語）
- 名張市企劃財政部廣報對話室「廣報名張」No.1067（2014年9月7日）「旧伊賀線ー廃線から半世紀」 （页面存档备份，存于） ※